# Sanmen Xia
Sanmen Xia (chinesisch 三门峡 ‚Drei-Tore-Schlucht‘) ist eine Meerenge im Archipel der Südlichen Shetlandinseln. Sie liegt unmittelbar westsüdwestlich der Heidelberginsel zwischen Dart Island im Norden und einer namenlosen Insel im Süden und verbindet den westlichen Abschnitt der Fildes Strait mit der Drakestraße.
Chinesische Wissenschaftler benannten die Meerenge 1986.